# 임공
임공(任公, ? ~ ?)은 전한 후기의 학자이자 관료로, 치천국 사람이다.

## 행적
영풍과 함께 안안락의 밑에서 수학하였고, 관직이 소부에 이르렀다.

## 출전
- 반고, 《한서》 권88 유림전